# Дорис Милошевић
Дорис Милошевић (рођ Радић; Сплит, 9. септембар 1982) српска је филмска и гласовна глумица, имитаторка и инфлуенсер на друштвеним мрежама.

## Биографија
Рођена у Сплиту 9. септембра 1982. као Дорис Радић. Глуму је дипломирала на академији уметности у Новом Саду. Ради као глумица, гласовна глумица и инфлуенсер на друштвеним мрежама.  Играла је у неколико домаћих филмова, серија и више рекламних спотова. Радила је синхронизације цртаних филмова за студије Суперсоник, Лаудворкс, Моби, Студио и Голд Диги Нет, као и за Права и преводи. Живи и ради у Београду.

## Награде и номинације
| Година | Награда                 | Категорија | Рад    | Исход               | Реф.        |
| ------ | ----------------------- | ---------- | ------ | ------------------- | ----------- |
| 2023.  | Песма за Евровизију ’23 |            | Тишина | Испала у полуфиналу | [ 5 ] [ 6 ] |

## Филмографија
| Год.       | Назив           | Улога                           |
| ---------- | --------------- | ------------------------------- |
| 2009.      | Оно као љубав   | Славица                         |
| 2010.      | Као рани мраз   | Васина сестра                   |
| 2012.      |                 |                                 |
| 2014.      | Мали Будо       | Маја                            |
| 2018-2020. | Ургентни центар | Борка Ћураковић/Елена Аврамовић |

## Улоге у синхронизацијама
| Година синх. | Назив                                        | Улога                                   |
| ------------ | -------------------------------------------- | --------------------------------------- |
| 2008.        | Андерсен прича приче (Суперсоник)            | разни ликови                            |
| 2008.        | Барби Мерипоза (Суперсоник)                  | Хена, Зинзи                             |
| 2008-2012.   | Биби Блоксберг                               | Биби Блоксберг                          |
| 2008-2013.   | Биби и Тина                                  | Биби Блоксберг (С1-4)                   |
| 2008.        | Живео Хакл!                                  | Сели                                    |
| 2008.        | Маја и Мигел                                 | Меги Ли, Пако                           |
| 2009.        | Улица Сезам (Абини делови, Студио)           | Аби Кадаби                              |
| 2010.        | Анђелина балерина (С1)                       | Грејси, госпођа Тимбл                   |
| 2011.        | Америчка прича 3: Благо са Менхетна          | Мама Мишковић, Тања Мишковић, Колена    |
| 2011.        | Америчка прича 4: Мистерија ноћног чудовишта | Мама Мишковић, Тања Мишковић, Нели Брај |
| 2011.        | Морнар Попај (The All New Popeye Hour)                              | Олива                                   |
| 2011.        | Френине ципелице (Студио)                    | Френи, уводна шпица                     |
| 2011.        | Џеронимо Стилтон                             | Пандора (С2)                            |
| 2011.        | Шарлотина мрежа 2: Вилбурова велика авантура | Шарлот, Нели, Гвен, Фло                 |
| 2012.        | Гора самоцветов                              | разни ликови                            |
| 2012.        | Школа за вампире (Лаудворкс)                 | Грозда                                  |
| 2012.        | Звончица и тајна крила                       | Зимзеленка                              |
| 2013.        | Вондер петс                                  | додатни гласови                         |
| 2013.        | Авантуре Чака и пријатеља (Студио)           | Чак                                     |
| 2013.        | Аватар: Легенда о Кори                       | Пема (С2Е1-С2Е11), Рава (С2Е7-С2Е8)     |
| 2013.        | Ај Карли                                     | Ли Ен Картер, Кендис                    |
| 2013.        | Биг тајм раш                                 | Кели                                    |
| 2013.        | Викторијус                                   | Џејд Вест                               |
| 2013.        | Живот са дечацима                            | додатни гласови                         |
| 2013.        | Иди, Дијего, иди!                            | Брзи                                    |
| 2013.        | Кунг фу панда: Легенде о феноментастичном    | Хан, Чен (С1-2)                         |
| 2013.        | Супершпијунке (С6, Голд диги нет)            | Виолета Вандерфлит, Вера Ван, Стела     |
| 2013.        | Чудновили родитељи                           | Златнолокна                             |
| 2013.        | Маскирани певач                              | Рецепционерка                           |
| 2014.        | Марта - пас који говори (С4)                 | Алис, Каролина                          |
| 2014.        | Рио 2                                        | додатни гласови                         |